# Petrophila santafealis
Petrophila santafealis is een vlinder uit de familie van de grasmotten (Crambidae), uit de onderfamilie van de Acentropinae. De wetenschappelijke naam van deze soort is voor het eerst gepubliceerd in 1976 door John B. Heppner.
De soort komt voor in de Verenigde Staten.